# アラブ人の奴隷貿易

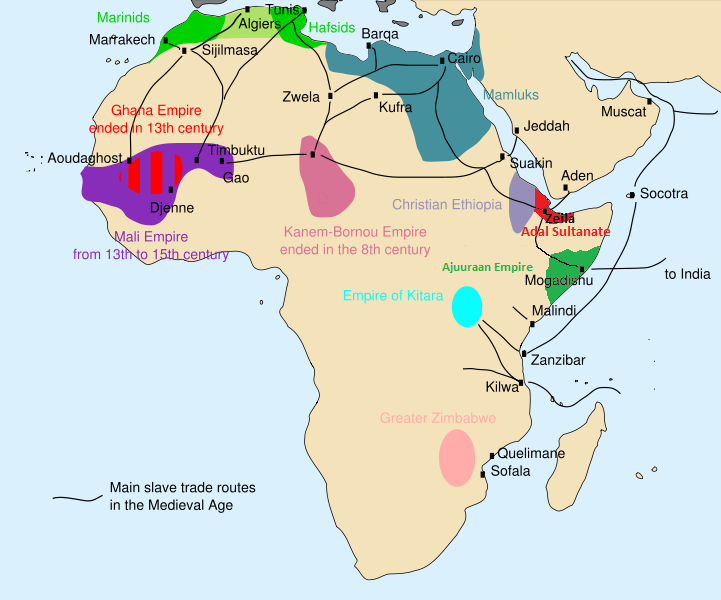
中世におけるアフリカの主要奴隷貿易路

アラブ人の奴隷貿易（アラブじんのどれいぼうえき）とは、アラブ世界における奴隷制の実践であり、主に西アジアや北アフリカや東アフリカやヨーロッパの一部（イベリアや南イタリアなど）で、アラブ人支配者による統治期に行われた。貿易は、中東や北アフリカやアフリカの角の奴隷市場を中心としていた。取引された人々の人種や民族、宗教は特定のものに限らず、特に初期にはアラブ人やベルベル人も含まれていた。

## 概要
ファーティマ朝の8世紀と9世紀の期間は、奴隷のほとんどはスラヴ系東ヨーロッパ人（サカーリバと呼ばれた）であった。
しかしその後、地中海人やペルシア人、テュルク系民族、コーカサスの山岳地帯の人々（グルジア人、アルメニア人、チェルケス人など）、中央アジアの一部の人々、スカンジナビア人、イングランド人、オランダ人、アイルランド人、北アフリカのベルベル人、アフリカのその他の地域の人々といったように、幅広い地域から様々な出自、民族の人々が集められた。
18世紀と19世紀においては、東アフリカ出身の奴隷がインド洋上のザンジバルに拠点を置いたオマーン・スルタン国、及びザンジバル・スルターン国の勃興を助けた。彼らは東アフリカのスワヒリ海岸、及びタンガニーカ湖周辺に至るアフリカ内陸部において、ポルトガル人やその他のヨーロッパ人と衝突し、奴隷貿易競争を行った。

## 貿易の範囲

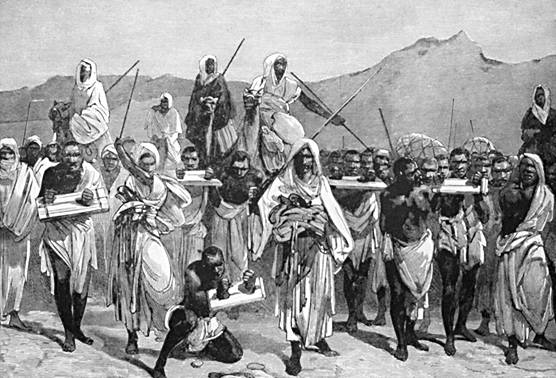
サハラ砂漠を越えアフリカ奴隷を運ぶアラブ人の奴隷貿易キャラバンの19世紀の彫版印刷

650年から1900年までの間に、1000万から1800万人のアフリカ人がアラブ人奴隷商人によって奴隷にされ、紅海やインド洋、サハラ砂漠を越えて運ばれたと歴史家は推測する。アラブ人が歴史書で使う用語は、「人種的」用語よりも文化的用語をしばしば表している。ティップー・ティプのような「アラブ」奴隷商人の多くは、奴隷にされ売られる「アフリカ人」と区別がつかない。アラブ人の奴隷貿易の性質により、厳密な実数を知ることは不可能である。
同様に、アラブ人はヨーロッパ人も奴隷にした。Robert Davis によれば、16世紀から19世紀の間に100万人から125万人のヨーロッパ人が、オスマン帝国配下のバルバリア海賊によって捕らえられ、奴隷として売られた（オスマン帝国の奴隷制en:Slavery (Ottoman Empire)参照）。こうした奴隷は、主にイタリアやスペイン、ポルトガルといった地中海沿岸諸国の村々で捕らえられた者だったが、フランスやイングランド、オランダ、アイルランド、更にはアイスランドといった北ヨーロッパの遠隔地出身の者も存在した。
こうした攻撃の威力は国土を荒廃させた（オスマンの包囲と上陸の一覧en:List of Ottoman sieges and landingsを参照）。フランスやイングランド及びスペインはそれぞれ数千の船隻を喪失し、スペインとイタリアの長い海岸線はほとんどが住民によって完全に放棄された。19世紀まで海賊の襲撃によって居住は阻害された。
周期的なアラブ人の襲撃遠征は、キリスト教のイベリア王国を破壊し戦利品や奴隷を持ち帰るため、イスラム教イベリアから送られた。例えば1189年のリスボンへの襲撃で、ムワッヒド朝カリフのヤアクーブ・マンスールは3000人の女性と子供を捕虜とし、彼のコルドバ知事は1191年のシルヴェスへの次の攻撃で3000人のキリスト教徒奴隷を獲得した 。
オスマン帝国のヨーロッパでの戦争en:Ottoman wars in Europeやタタールの襲撃en:Mongol and Tatar states in Europe 
も多くのヨーロッパ人キリスト教徒奴隷をイスラーム世界へもたらした
。
「オリエント」または「アラブ人」の奴隷貿易はしばしばイスラーム教の奴隷貿易と呼ばれる。しかし、宗教的義務は奴隷制の推進力ではなかったと世界史を専門とするパトリック・マニング (en:Patrick Manning (Professor)) 教授は主張する。しかし、もし非イスラム教徒の住民がイスラーム教の受け入れまたはジズヤ（保護/従属税）の支払いを拒めば、その住民はイスラーム教徒の「ウンマ」（国家）と戦争状態にあると見なされ、非イスラーム教徒の住人から奴隷を取ることはイスラーム法的に合法となった。「イスラームの貿易」または「イスラーム世界」という用語の用法は、アフリカをイスラームの外側として扱ったり、イスラーム世界の一部を無視しているとして、幾人かのイスラーム教徒によって論争となっていた（イスラーム教徒人口による国の一覧en:List of countries by Muslim populationを参照）。アフリカのイスラーム教宣教者は頻繁に、潜在的な奴隷の蓄積を減らす可能性があるとして、改宗に対する警告的な態度を表した 。
西欧からの視点では、この主題は「東方奴隷貿易」と混ざり合い、それは中世においては2つの主要な交易路に成り立っていた。
- マグリブとマシュリクの砂漠を横断する陸路（サハラ横断交易路）[19]
- 紅海とインド洋を通過するアフリカ東部への海路（東方交易路）[20][21]

アラブ人の奴隷交易はイスラーム教以前に始まり、1000年以上も続いた。
アラブ人商人は現在のケニアやモザンビーク、タンザニア、南スーダン、東アフリカのエリトリアやエチオピア等からアフリカ人を、インド洋を越えて現在のイラクやイランやクウェートやソマリアやトルコなど中東の諸地域、南アジア（主にパキスタンとインド）に運んだ。新世界への大西洋奴隷貿易と違い、アラブ人はアフリカ人奴隷をイスラーム教徒世界へと供給し、最盛期にその範囲は大西洋（モロッコやスペイン）からインド洋や東シナ海への3大陸に及んだ。

『奴隷市場』（1884年、ジャン＝レオン・ジェローム作）

## 奴隷貿易の資料と歴史文献

### 最近の論点
奴隷貿易の歴史は歴史家の間で数多くの論争を生じさせてきた。まず、専門家たちは故郷から連れ去られたアフリカ人の数を確定できていないことがあげられる。中世アフリカには人口調査システムがなく、信頼出来る統計が乏しいため、これを解決することが難しい。16世紀から18世紀にかけての大西洋貿易の古文書は、資料として有用であると考えられているが、こうした記録書はしばしば偽りが見受けられる。歴史家は時に推測を織り交ぜて記述を行うため、不正確な語り口の文書を注意深く取り扱って使用せざるを得ない。Luiz Felipe de Alencastro は、8世紀から19世紀にかけて800万人の奴隷がアフリカから東方ルートやサハラ横断ルートを使って連れ去られたと主張する。
Olivier Pétré-Grenouilleau は更に推し進めて、Ralph Austen の業績に基づき（同じ地域の同じ時代に）1700万人のアフリカ人が奴隷にされたと主張する。 en:Paul Bairoch は、2500万人のアフリカ人がアラブ人の奴隷貿易に晒され、その一方で1100万人のアフリカ人が大西洋奴隷貿易によってアメリカ大陸に到達したと示唆する。Ronald Segal は1150万 - 1400万人がアラブ人の奴隷貿易によって奴隷にされたと推算する。
アラブ人の奴隷貿易へのもう1つの障害は、現存資料が限られていることである。非アフリカ文化からの、アラビア語で教養ある男性の手による文書は現存するが、不完全なものでしかなく、しばしば現象に対し親切ぶった態度を取っている。数年にわたり、アフリカへの歴史学的調査に大きな努力が払われてきた。新たな方法と観点のお陰で、歴史家は考古学や貨幣学や人類学や言語学や人口統計学の成果を活用して、文字記録の不備を補完することができるようになった。

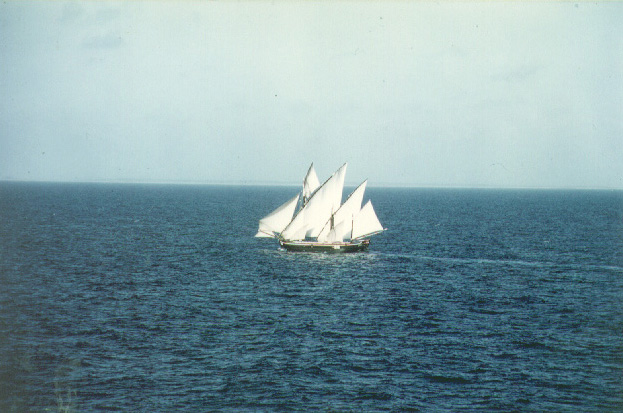
ダウ船はアフリカ人奴隷をインドに運ぶため使われた。

東アフリカのアラブ人の奴隷貿易は、最も古い奴隷貿易の一つであり、ヨーロッパ人の大西洋奴隷貿易より700年前に遡る。男性奴隷は主に召使いや兵士や労働者として所有者に雇われ、アフリカ出身を含む女性奴隷は、召使いや妾としてアラブ人商人や東方商人によって、遠く中東の国々や王国へと売られた。 アラブ人やアフリカ人や東方の商人は、奴隷の捕獲や、サハラ砂漠を北に縦断するルートやインド洋一帯の中東やペルシアやソマリアやインド亜大陸へのルートでの奴隷の運送に関わった。

### 650年から20世紀まで
650年頃から1960年代まで、アラブ人の奴隷貿易は様々な形で続いた。アラビア半島やイエメンなどの奴隷を所有する貴族の歴史的記述や言及は、1920年代初期まで頻繁に見受けられる。1953年に、カタールの首長たちはエリザベス2世の戴冠式に従者として奴隷を連れて出席し、その5年後にも繰り返した。
1950年代の最近でも、サウジアラビアの奴隷の人口は45万人、つまり人口の約20%と推定された。約20万人のスーダン人児童と女性が第二次スーダン内戦で奴隷にされたと推定される（スーダンの奴隷制en:slavery in Sudanも参照）。モーリタニアの奴隷制 (en:Slavery in Mauritania) は、1905年と1981年に通過した法律によって法的に廃止され、2007年8月にやっと犯罪行為となった。現在、60万人のモーリタニア人つまりモーリタニアの人口の20%が、貧困のため名目上は債務労働だが、「奴隷」と見なしうる状態にあると推察される。
インド洋や紅海、地中海におけるアラブ人の奴隷貿易は、ヨーロッパ人のアフリカ大陸における植民地化の歴史よりも、はるかに古い。
奴隷貿易中に中東に連れて来られたアフリカ人奴隷の子孫が現存し、自身のアフリカの出自を自覚している。しかし、アラブ人主人によって男性は去勢されたため、数は大きく減った。

### 中世アラビア語資料
これらの資料は時代順に並べてある。アラブ世界の学者や地理学者は7世紀のムハンマドの時代からアフリカを旅していた（中世イスラームの地理学と地図学en:Geography and cartography in medieval Islamも参照）。
- マスウーディー（957年死去）、Muruj adh-dhahab （『黄金の牧場』en:The Meadows of Gold）は、イスラーム教徒世界の地理学者や歴史家のための参照マニュアル。著者は広くアラブ世界や極東を旅行した。
- ヤアクービー（9世紀）、Kitab al-Buldan' （『諸国の書』）
- en:Ibrahim ibn Jakub（10世紀）、コルドバ出身のユダヤ人商人[44]
- バクリーen:Al-Bakri、1068年ごろコルドバで出版されたKitāb al-Masālik wa'l-Mamālik （『諸王国と諸道の書』Book of Roads and Kingdoms）の著者。ベルベル人やその活動に関する情報が書かれている。サハラ砂漠の隊商路の実見談を集めた。
- イドリースィー（1165年頃死去）、Description of Africa and Spain 『アフリカとスペインの記述』
- イブン・バットゥータ（1377年頃死去）、ガオやトンブクトゥへサブサハラアフリカを旅したモロッコの地理学者。主著『旅行記』。
- イブン・ハルドゥーン（1406年死去）、北アフリカ出身の歴史家で哲学者。アラブやベルベル、ペルシャの社会の歴史家と見なされることがある。「歴史序説」en:Muqaddimahの著者。
- en:Al-Maqrizi（1442年死去）、エジプト人歴史家。カイロ市場の記述が主な業績。
- レオ・アフリカヌス（1548年頃死去）、貴重なアフリカに関する記述である、Descrittione dell’ Africa （『アフリカ誌』en:Description of Africa)の著者。
- Rifa'a el-Tahtawi（1801–1873）、中世の地理学書や歴史書を翻訳する。エジプトが中心。
- Joseph Cuoq、Collection of Arabic sources concerning Western Africa between the 8th and 16th centuries (Paris 1975)

### ヨーロッパの文献(16 - 19世紀)
- en:João de Castro, Roteiro de Lisboa a Goa (1538)
- en:James Bruce, (1730–1794), Travels to Discover the Source of the Nile (1790)
- ルネ・カイエ, (1799–1838), Journal d'un voyage à Tombouctou
- Robert Adams, en:The Narrative of Robert Adams (1816)
- ヨハン・ルートヴィヒ・ブルクハルト, (1784–1817), Travels in Nubia (1819)
- ヘンリー・モートン・スタンリー, (1841–1904), Through the Dark Continent (1878)

### その他の資料
- アフリカ・アラビア語とアジャムの写本
- アフリカの口承
- 『キルワ年代記』（16世紀の断片）
- 貨幣学 ： 硬貨とその普及の分析
- 考古学 ： 奴隷貿易に従事した町や交易場所の構造
- 図像学 ： アラブやペルシャのミニアチュール
- ヨーロッパの同時代や近代の奴隷貿易に関する彫版印刷
- 19世紀以降の写真
- エチオピア（ゲエズ語とアムハラ語）の歴史的文献

## 歴史的地理的文脈
東方やサハラ砂漠の奴隷貿易があった地域や時代に関する簡潔な要約は有用であると考えられる。これはアラブ世界やアフリカの詳しい研究ではなく、この地域での奴隷貿易の理解を助けるための要点の概要である。

### イスラーム世界
イスラーム教は西暦7世紀に出現し、次の100年間で地中海地域に急速に拡大した。イスラーム教徒によるサーサーン朝ペルシアの征服（イスラーム教徒のペルシア征服）やビザンツ帝国の多くの領地の征服（アラブ・東ローマ戦争）、レバント（イスラーム教徒のシリア征服en:Muslim conquest of Syria）やアルメニア（アラブ人のアルメニア征服en:Arab conquest of Armenia）や北アフリカの征服（ウマイヤ朝の北アフリカ征服en:Umayyad conquest of North Africa）の後に広まった。またイベリア半島に侵攻し（ウマイヤ朝のヒスパニア征服en:Umayyad conquest of Hispania）、西ゴート王国に取って代わった。 こうした地域は広い範囲に渡る多様な人々を抱えることとなった。ある程度まで、こうした地域は宗教的市民的双方の基礎に建てられたイスラーム文化で統一された。例えば、彼らはアラビア語と「ディナール」（通貨）を商業的取引に用いた。アラビア半島のメッカは、現在と同じように、イスラーム教の聖都であり、出自に関係なく全てのイスラーム教徒の巡礼の中心であった。
バーナード・ルイスによると、イスラーム帝国は最初に「中国人やインド人、中東や北アフリカの人々、アフリカ黒人、ヨーロッパ白人といった異なる人々」を1つにまとめたので、最初の「真に普遍的な文明」である。
アラブ軍の征服とそれに続くイスラーム国家の拡張によって、常に戦争捕虜が獲得された。彼らは、戦争におけるイスラームの伝統に従って、捕虜として扱われるよりむしろ釈放されるか奴隷つまりラキーク (رقيق) や召使いにされた。一度奴隷になると、特にウマイヤ朝やアッバース朝時代は、イスラーム国家の法であるイスラーム法に従って取り扱われなければならなかった。法に従い、奴隷は選択すれば自分で生計を立てることができるが、そうでなければ所有者（主人）には生活費を給与する義務であった。奴隷と主人の間に同意がなければ、主人のために稼ぐよう強制することは出来なかった。この考えは、イスラーム法でمخارجة （ムハーラジャ）と呼ばれる。もし奴隷が同意すれば、自身の解放のために稼いた金額を貯める傾向にあり、そして奴隷と主人の間にはその契約が書かれなければならなかった。これはイスラーム法学で مكاتبة （「ムカータバ」en:mukataba）と呼ばれた。イスラーム教徒は、コーランにあるように奴隷主は奴隷と「ムカータバ」をするよう強く推奨されていると信じていた。
... またあなたがたの右手が持つ者の中，（解放の証明）証書を求める者があって，あなたがたがかれらの善良さを認めるならば，
その証明を書きなさい。なおアッラーがあなたがたに与えられた資財の一部をかれらに与えなさい。 ...—コーラン、御光 en:An-Nur章

イスラーム文明の枠組みは、根本的には都市とオアシスの商業センターとそれに付随する市場（スークやバザール）の発達したネットワークである。こうした都市は、半乾燥地帯や砂漠を横断する道路システムで相互に繋がっている。交易路は、このキャラバン交通の一部をなす奴隷や護衛によって旅された。
男女比が2:1か3:1であった大西洋奴隷貿易と異なり、アラブ人の奴隷貿易では通常女性比率が高く、一般に女性奴隷が選好されたことが読み取れる。妾や再生産の需要が女性奴隷（多くが白人系）を輸入する上での動機となったが、その一方で多くが家事をさせるために輸入された。

### アフリカ人に対するアラブ人の見方
コーランにおいては、預言者ムハンマドや、ウラマー（イスラーム法学者）や（イスラーム神学en:Islamic theologyの）神学者の圧倒的多数が、人類は単一の起源を持つと主張し、特定の民族が他に優越するという考えを拒絶している。ハディースではこう述べている。
アラブ人の非アラブ人への優越、非アラブ人のアラブ人への優越、そして白人の黒人への優越、そして黒人の白人への優越も敬虔さによるもの以外は存在しない。—預言者ムハンマド

しかしながら、後には民族的偏見が征服活動や奴隷貿易といったいくつかの理由でアラブ人の間に発展した。アリストテレスの特定の民族集団は本質的に奴隷だという考え方の影響が、ファーラービーやイブン・スィーナーといったイスラーム哲学者によって、特にトルコ人や黒人にむけて、繰り返された。そして初期ゲオーニーム学派の、人類を3人のノアの息子の子孫に分け、バビロニア・タルムードの「ハムの子孫は黒人であることで呪われており、それはハムが罪深き男でその子孫も堕落していることを現す」という主張に基づく考えの影響もある。しかし、アラブ人エリートの間の民族的偏見は肌の色が濃い人々に限られず、（ペルシャ人やトルコ人やヨーロッパ人を含む）肌の色が薄い「赤らんだ人々」にも向けられ、アラブ人は自らを「浅黒い人々」と呼んだ。アラブ人アイデンティティen:Arab nationalismという考えは近代まで存在しなかった。
アーノルド・J・トインビーによれば、「イスラーム教徒間の人種意識の絶滅は、イスラームの際立った達成のひとつであり、現代世界では、ちょうどこのイスラーム的美徳の宣伝が焦眉の急である。」という。

9世紀の有名なイスラーム教徒の作家のアル・ジャーヒズは、アフリカ系アラブ人(en:Afro-Arab)で
ザンジュ

奴隷の孫であり、「Risalat mufakharat al-Sudan 'ala al-bidan」（"黒人の白人の上の優越に関する報告"）という本を書き、
黒人についてこう主張している。
..（黒人は）メッカまでものアラブ人の国を征服し彼らを支配したことがある。我らは ズー・ヌワース[[:en:Dhu 
Nuwas]] （イエメンのユダヤ教徒の王）を打ち負かし、ヒムヤルen:Himyar王国の王子たちを殺した。しかし汝ら白人 は我らの国を征服したことはない。 我が民ゼング（Zengh、黒人）はユーフラテスで4度反乱を起こし、その住人を家から追い出し、Oballah を血の海とした。—en:Joel Augustus Rogers and en:John Henrik Clarke、World's Great Men of Color
そしてこうも述べた。
黒人は身体的にどの人々よりも力強い。
彼らの一人は、何人もの白人が持ち上げたり重い石を持ち上げ、運べないような荷物を運ぶことが出来る。[...]
彼らは、その高貴さと邪悪さのなさの証として、勇敢で強く寛大である。
—en:Yosef Ben-Jochannan、African Origins of Major Western Religions
アル=ジャーヒズは、Kitab al-Bukhala（"けちんぼどもの書"）でこう述べている。
"我々はザンジュ（黒人）が、最も知能と洞察力に欠ける人間であり、行動の結果を最も理解できないことを知っている。"

しかしながら、アル＝ジャーヒズの批判は、ザンジュに限られ黒人全てに向けられたものではなく、彼の故郷で起きたザンジュの乱を受けてのものらしい。
この感情は中世のアラブ人作者のムカッダスィー (en:Al-Muqaddasi) 著作のKitab al-Bad' wah-tarikh（『原初と歴史の書』） 第四巻の次の文書に反響している。
ザンジュについて言えば、彼らは黒い皮膚、平らな鼻、縮れた髪を持つ、理解力や知能に乏しい人々である。
アラブ人博学者のディマシュキーen:Ibn al-Nafis（イブン・アン＝ナフィース）も、（当時の地理概念としての）スーダンとザンジュ海岸の住人について知性に「暗い」とし、こう述べる。
...彼らの心性に見出される倫理的性格は、動物に自然に見出される本能的性格に近い。
—Andrew Reid and Paul J. Lane、African Historical Archaeologies

14世紀には、サブサハラアフリカからの圧倒的な数の奴隷によって、黒人への偏見が引き起こされ、幾人かのアラブ人の歴史家（イスラーム教徒の歴史家の一覧en:List of Muslim historians参照）や地理学者の著作に、それが見られるようになった。例えば、エジプト人歴史家のAl-Abshibi (1388–1446) はこう記述する。「[黒人]奴隷が満腹の時には密通し、空腹なときには盗むという。」
この時代のアラブ人学者や地理学者の誤訳は、多くが18世紀や19世紀になるまで普及しなかったある種の人種差別的態度を何世紀も前に書かれた文章に結びつけられる。15世紀のアラブ世界にもひどく黒い外観に対する差別はあったが、それは後の世界のような烙印ではなかった。例えばイブン・ハルドゥーンの以前の翻訳は、1841年に書かれた「アラブ人の調査し発見した黒人の地」The Negroland of the Arabs Examined and Explainedで後期植民地主義のプロパガンダの一部ではなく、一般的に積極的な視点でのアフリカ黒人を見せている以前の翻訳の抜粋を見せている。14世紀の北アフリカの、アラブ人社会学者のイブン・ハルドゥーンは「歴史序説」でこう述べている。
（アラブ人による）西の征服が終了した時、商人たちは奥地に入り始めた。その時、西の海まで支配を拡張したガーナ
のように強大な黒人国家を彼らは見なかった。「ルッジェーロの書」の著者（イドリースィー）en:Tabula Rogerianaや
「諸道と諸王国の書」の著者（バクリー）によれば、王の宮廷はガーナの町に維持されていた。そして2つに分割されてナイル川両岸に
立ち、世界で最も大きく人口の多い都市のなかに位置付けられた。ガーナの人々は東に隣人を持ち、歴史家たちによれば、
それは Susuと呼ばれていた。そしてマリと呼ばれるものもあった。また Kaukau として知られる者もあった。
違う綴方を好み、Kagho と書くことを好む物も入る。最後に述べた国家はテクルールと呼ばれる人々に受け継がれた。ガーナの人々は、
時の流れとともに衰退し、北に隣接するムラッシムーン Molaththemun（覆った人々；ムラービト朝）に支配または吸収された。 
このベルベル人国家は彼らに攻撃し、彼らの領地を奪い、ムハンマドの宗教を受け入れるよう強要した。
ガーナの人々は後の時代に、近隣の黒人国家である Susu に侵略され、絶滅したかまたは他の黒人国家と混ざり合った。
—William Desborough Cooley、The Negroland of the Arabs Examined and Explained
イブン・ハルドゥーンはガーナの没落とムラービト朝の勃興の間の連関を示唆している。しかしムラービト朝が実際にガーナを征服したという証拠は少ない。

ムラービト朝と同盟し最終的に吸収されたテクルールen:Tekrurとの並行する抗争はしかしあった。イブン・ハルドゥーンはある
アフリカ黒人部族の「奇妙な風習や慣習」をサブサハラアフリカの高い気温に帰し、血統の呪いのせいではないことを明らかにし、
ハム人理論を神話として捨てた。

彼のアラブ人に対する批判的な態度により、学者のMohammad A. Enanは、イブン・ハルドゥーンは社会的地位を得るためにアラブ人のふりを
したベルベル人だったのかもしれないと示唆した。しかしMuhammad Hozienはこの主張に反論して、イブン・ハルドゥーンやその家族は
ベルベル人が権力にあった時もベルベル人であると主張したことはないと述べた。

14世紀の北アフリカのベルベル人地理学者にして旅行家であるイブン・バットゥータは、西スーダンへの旅で、折にふれる人生の諸相に
感動した。バットゥータはのちにザンジュの住人が住む東アフリカを訪れ、黒人により好感を持っている。
我々は ...海にそってクルワ(タンザニアのキルワ王国en:Kilwa Sultanate)の町へと
旅した。...その人々の殆どはZunujであり、非常に黒い。...クルワの町は最も美しく最も優雅に建てられた町の一つである。...
彼らの最上の美徳は宗教と公正であり、彼らはシャーフィイー学派である。
[ケニアのモンバサの人々は]信心深い人々で、信頼できて公正である。彼らのモスクは木で出来ており、巧妙に建てられて
いる。
イブン・バットゥータは、1352年に訪れた西アフリカのマリ王国の様子にも感激している。
...(そこの人々は)称賛すべき素質を持っている。彼らが不公平であることはまれで、他の人々より大きな不正に対する憎悪を
持っている。彼らの国には完全な安全がある。旅行者であれ住人であれ強盗や暴力的な人々を恐れることはない。
—Ibn Battuta、Travels in Asia and Africa 1325-1354
加えて、彼は以下の様なマリ帝国の人々に対して次のような好意的なコメントを多く書いている。
私はマリのカーディー(法官)と会った。... 彼は黒人で、巡礼の途中であり、優れた性格の素質を持つ高貴な人間であった。
... 私は、高貴な黒人で指導者である通訳のDughaに会った。... 彼らは[客人としての]私に対する義務を最も完璧に果たした。神が彼らの
善行を嘉せられ、報いんことを！
[マリの黒人の]他の良い素質は偉大なコーランの暗記への関心である。...ある日、私は良い服を着て足に重い鎖をつけた
ハンサムな若者とすれ違った。私はともに居た男に「この若者は何をした？誰かを殺したのか？」と言った。若者は私の感想を聞き
笑った。「コーランを暗記するために彼は鎖をつけているのだ。」と言われた。
[西アフリカのIwalatan(ウアラタ)の人々は] 私に気前よく、そして楽しませてくれた。...
彼らの女性について言えば、非常に美しく、男性よりも重要だ。...
イブン・バットゥータの意見は、大いに多くの黒人に関するアラブ人作者のコメントと対照的である。しかし、多くの誇張された評価が
噂に基づいて記され、アフリカ人自身によって自身の国や経済を孤立したままにするため継続させられた。
さらにイブン・バットゥータは、東西アフリカ両方を実際旅行したとしてここで言及される唯一の中世イスラーム教徒学者である。

### 8世紀から19世紀のアフリカ
1998年4月、Elikia M’bokoloはル・モンド・ディプロマティークでこう述べた。「アフリカ大陸は、すべての可能な経路でその人的資源を流出した。サハラ砂漠を越え、紅海を抜け、インド洋の港から大西洋を越えて。イスラーム教徒国家の利益のための奴隷貿易は最低でも10世紀に渡った（9世紀から19世紀）」
彼は続ける。「400万人の奴隷が紅海経由で、また別の400万人がインド洋のスワヒリ港経由で輸出された。もしかしたら900万人がサハラ横断キャラバン交易路で、（著者によれば）1100万人から2000万人が大西洋経由で輸出された」
。
8世紀、アフリカの北はアラブ人やベルベル人によって支配されていた。イスラーム教はナイル川や砂漠の道沿いに南下した。
- サハラ砂漠は人口がまばらであった。しかし、古典時代から食塩貿易（塩の道en:Salt Road参照）や黄金、奴隷、布や灌漑で得られる農作物の売買で生計を立てる都市があった。ティアレットやウアラタや シジルマサやズウェイラ (Zaouila, ar:زويلة) などである。
- 中世では、サハラ辺縁アフリカはアラビア語でBilād al-Sūdānつまり「スーダン（黒い人）の住む地」（「歴史的スーダン」とも）と呼ばれた。

その地は北アフリカやサハラ・アフリカに肉体労働の人材を供給した。この地域は、ガーナ帝国、マリ帝国、Kanem-Bornu Empireやフラニ族の王国やハウサ諸王国によって支配された。 
- 東アフリカでは、紅海とインド洋沿岸は現地イスラーム教徒に支配されており、アラブ人は、沿岸の商人として重要だった。

ヌビアは古典時代奴隷の「供給地」であった。エチオピア沿岸、とくにマッサワやダフラク諸島の港は長きに渡り、内陸からの奴隷の輸出のハブであり、アクスム王国時代も同じだった。港とほとんどの沿岸部は大部分がイスラーム教徒であり、港そのものが多くのアラブ人やインド人商人の家であった。

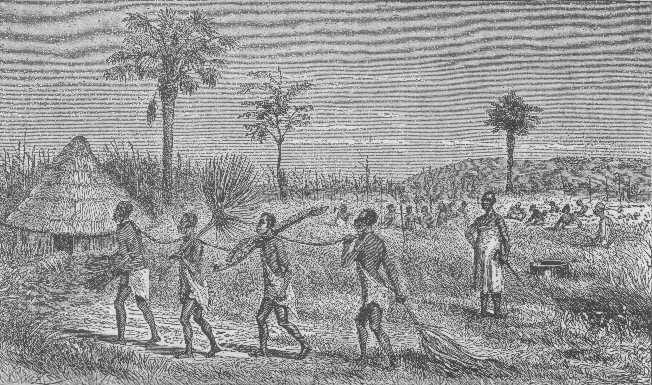
「東アフリカの奴隷」　19世紀後半の絵

エチオピア帝国のソロモン朝は、西部国境地帯やイスラーム教徒地帯の新征服地や再征服地からニロート人 en:Nilotic 奴隷を輸出した。アダル・スルタン国のようなソマリ人やアファル人en:Afar peopleイスラーム教徒のスルタン国も奴隷を輸出した。アラブ人もインド洋の東南海岸に奴隷貿易拠点を設け、ザンジバルの群島や現在のタンザニアの海岸沿いにあるものが目立つ。東アフリカとインド洋は、19世紀まで東方奴隷貿易の重要な地域であり続けた。リビングストンとスタンリーがコンゴ盆地内部を横断し、そこの奴隷制の大きさを発見した最初のヨーロッパ人である。アラブ人のティップー・ティプは影響力を拡張し多くの人々を奴隷にした。ヨーロッパ人がギニア湾に定住すると、サハラ横断奴隷貿易は重要さを減じた。ザンジバルではのちに奴隷制の廃止が1897年にスルタンHamoud bin Mohammed のもと廃止された。

## 奴隷貿易の地理

### 「供給」地

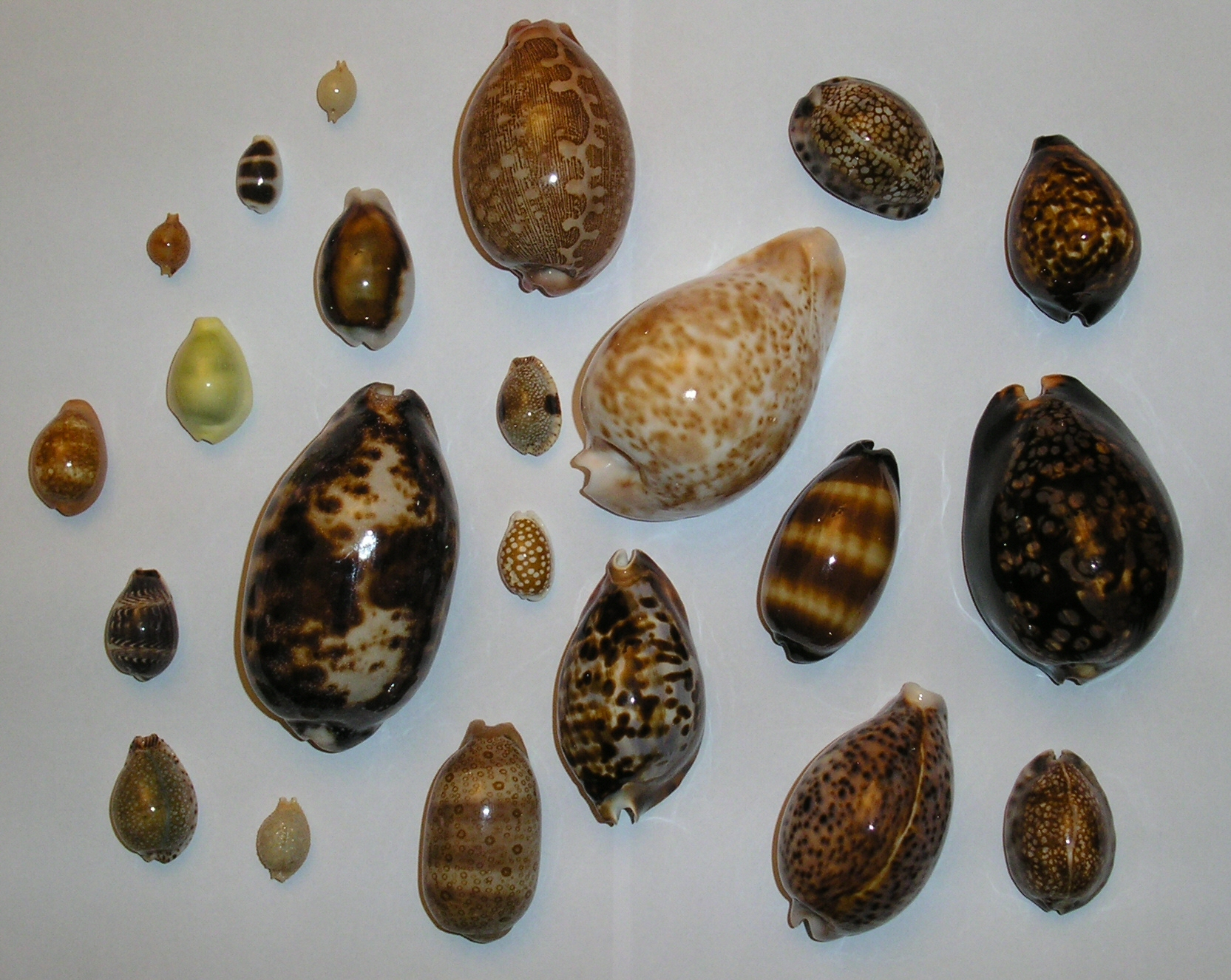
タカラガイの貝殻が奴隷貿易で貨幣として用いられた。

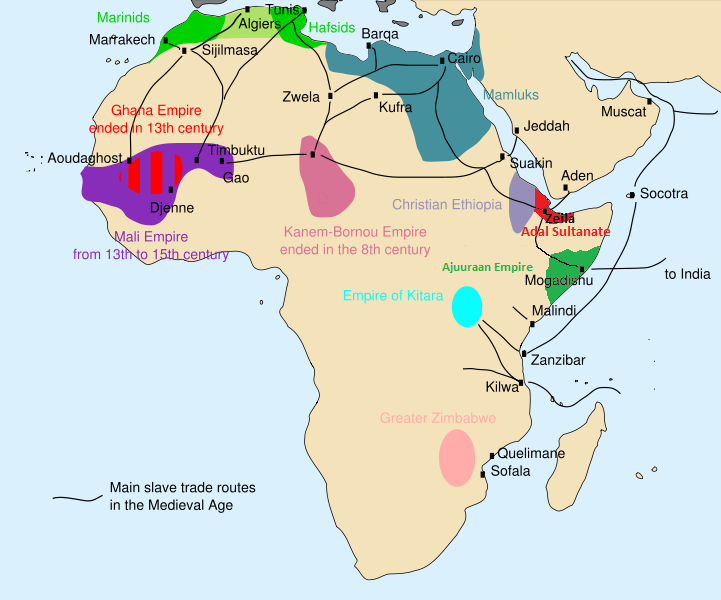
アラブ人の奴隷貿易期間中のアフリカでの主な交易路。

東方むけの奴隷商人はヨーロッパで貯蔵した。デンマーク商人はボルガ川地帯に拠点を持って、アラブ人商人とスラヴ人を取引した。チェルケス人奴隷は圧倒的にハレムに描写され、この地域からの多くのオダリスク (メイドを意味するodalıkというトルコ語から) がオリエンタリストの絵に現れた。
非イスラーム教徒奴隷はハレムの様々な仕事(門番、召使い、オダリスク、音楽家、踊り子、宮廷小人en:court dwarf、妾)
に役立った。オスマン朝では、エチオピア出身の最後の黒人奴隷のHayrettin Effendiが1918年に解放された。アンダルスのスラヴ系奴隷
は、彼らを捕らえたヴァリャーグからもたらされた。彼らはカリフの護衛となり、段々と軍の重要な地位に上り詰めた。（サカーリバ
となった。） 内戦が西カリフ国を内部崩壊させたあとには、タイファ（群小王国）を取り戻すことさえあった。コルドバや
セビーリャやグラナダのハレムの奴隷の需要の支柱は、カロリング朝に支配されていないゲルマン国家や
北ヨーロッパの港出身のユダヤ人商人(mercaderes)によって組織された。こうした支柱は、ローヌ川渓谷を交差しピレネー山脈
の南の地に達する。
北アフリカのイスラーム教徒の奴隷襲撃が全ての地中海沿岸にわたり、キリスト教ヨーロッパを越え、北はブリテン諸島や
アイスランドまで 及んだという歴史的な証拠がある。(ジャイルズ・ミルトンen:Giles Miltonの White Gold
邦題「奴隷になったイギリス人」を見よ。)

7～15世紀に、地中海地域で交易される奴隷の多数は、圧倒的にヨーロッパの出自が多かった。

バルバリア海賊は、16世紀から19世紀まで、ヨーロッパで更には北アメリカで奴隷を捕らえ続けた。
奴隷は中央アジア経由でアラブ世界に購入され、そのほとんどがトゥルク系かタタール系の出自だった。
こうした奴隷の多くは後に軍に仕えエリート階層を形成した。

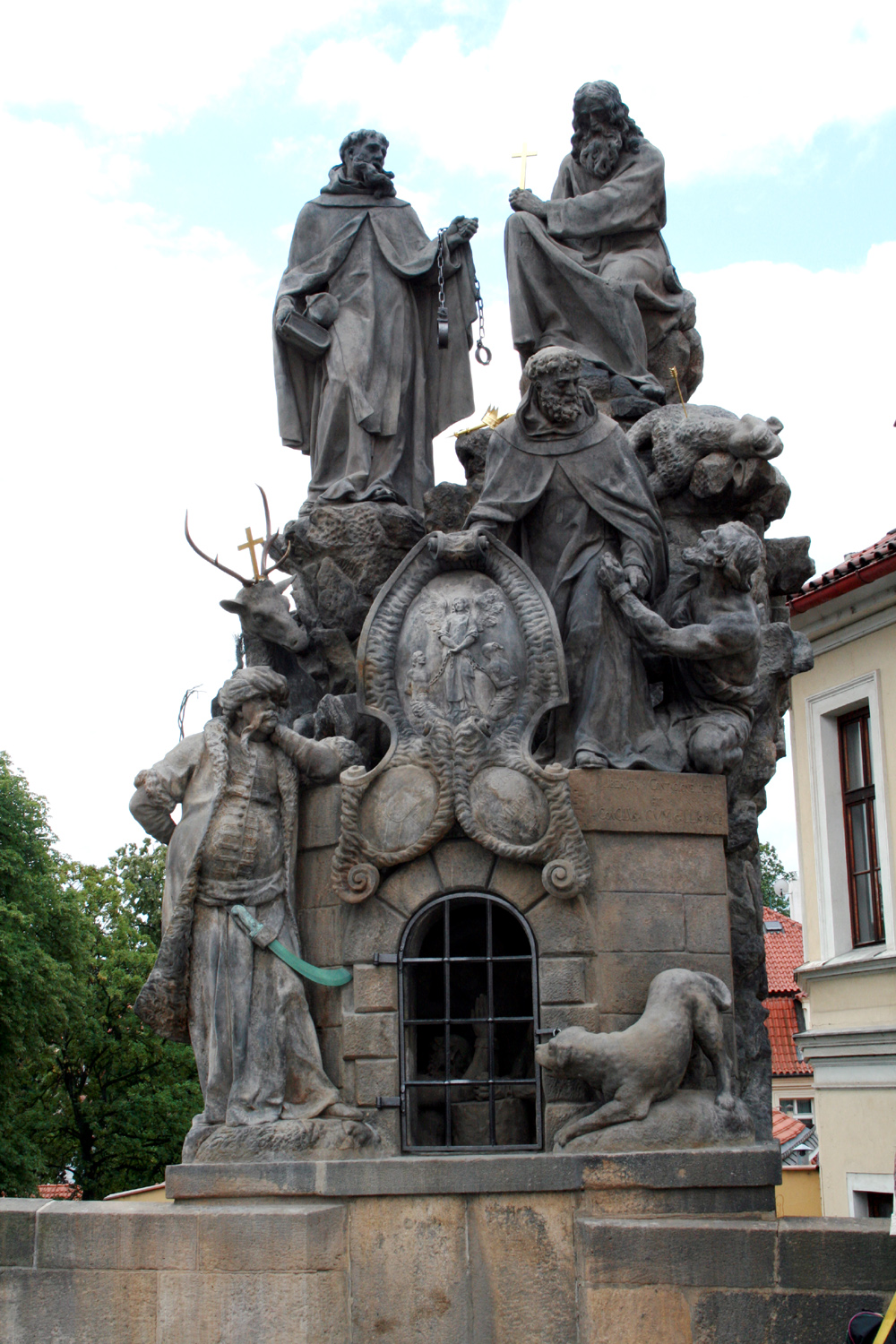
プラハのカレル橋にあるこの像は、イスラーム教徒に囚われたキリスト教徒と、
三位一体騎士団 :en:Trinitarian Orderをキリスト教徒奴隷解放のため設立した聖人を表している。

- 海では、船に乗り込んだり主に南ヨーロッパや西ヨーロッパ沿岸部の襲撃で人間を捕虜にしたバルバリア海賊が、この輸送に加わった。
- ヌビアとエチオピアも「輸出」地域であった。15世紀、エチオピア人は西部国境地帯（通常エチオピア皇帝en:Emperor of Ethiopiaの領域の外側）つまりEnnareaからの奴隷を売った。[74]それはしばしばインドで終わり、そこで彼らは船乗りか兵士として働いた。彼らはついには反乱を起こし権力を握った(ベンガルのHabshi諸王の王国、1487-1493).
- スーダン地域やサハラ・アフリカはもう1つの「輸出」地を形成したが、数の資料が欠けているため、その規模を推定することは不可能である。
- 最終的に、奴隷輸送は東アフリカに影響したが、距離と現地の敵意がこの東方貿易を遅らせた。

### 交易路
隊商路は、9世紀に形成され始め、サハラ砂漠のオアシスを通過した。温度と距離のため、旅は困難で苦しいものだった。古代ローマ
時代から、長い護衛が奴隷や物々交換に使う品物を運んでいた。砂漠の遊牧民からの襲撃から守るため、奴隷は護衛として使用された。
隊商の速度を落とす者は殺された。
海路についてはあまり分かっていない。絵入り文書や旅行家の談話の証拠によれば、紅海の輸送に使われたアラブ船である
ダウ船や「ジャルバ」で旅をしたらしい。インド洋を渡るためには、陸路輸送よりもよい組織と多くの資源が必要であった。ザンジバル
からの船はソコトラやアデンで休息してから、ペルシア湾やインド、さらには中国へに向かった。広州にはアラブ商人の
居留地が存在した。Serge Biléは、広東の裕福な過程は黒人奴隷を持ち、身体的特徴により野蛮人や悪魔と見られていたと伝える
12世紀の文書を引用する。中国の奴隷商人もアラブ人の仲介のもと奴隷(「僧祇」つまり ザンジュ'
) をもたらし、現在のソマリア沿岸部で直接「貯蔵」した。
しかし現地ソマリ人は、BaribahやバルバロイBarbaroi (ベルベル人)とそれぞれ中世アラブ人や
古代ギリシャ人の地理学者に呼ばれたが（『エリュトゥラー海案内記』参照）、

自身も奴隷を捕らえ所有し売買することに馴染みがないわけではなかった。
—were not among them:
アラブのダウによってソマリアへ運ばれる重要な商品の一つに、東アフリカの他の地域からの奴隷がある。19世紀の間、
東アフリカの奴隷貿易は、アラブ人やポルトガル人やフランス人の需要に応じて大幅に成長した。奴隷商人や襲撃者は、
男性や女性や子供の奴隷の上昇する需要に応えるため、東アフリカと中央アフリカ中を移動した。ソマリアは奴隷を供給しなかった。
ソマリアは、イスラーム世界の一部であるため、最低でも名義上はイスラーム教徒の自由民は奴隷に出来ないという教義に守られていた。
しかし人間の荷を積んだアラブ人のダウ船は継続的にソマリアの港を訪れた。
—Catherine Lowe Besteman、Unraveling Somalia: Race, Class, and the Legacy of Slavery

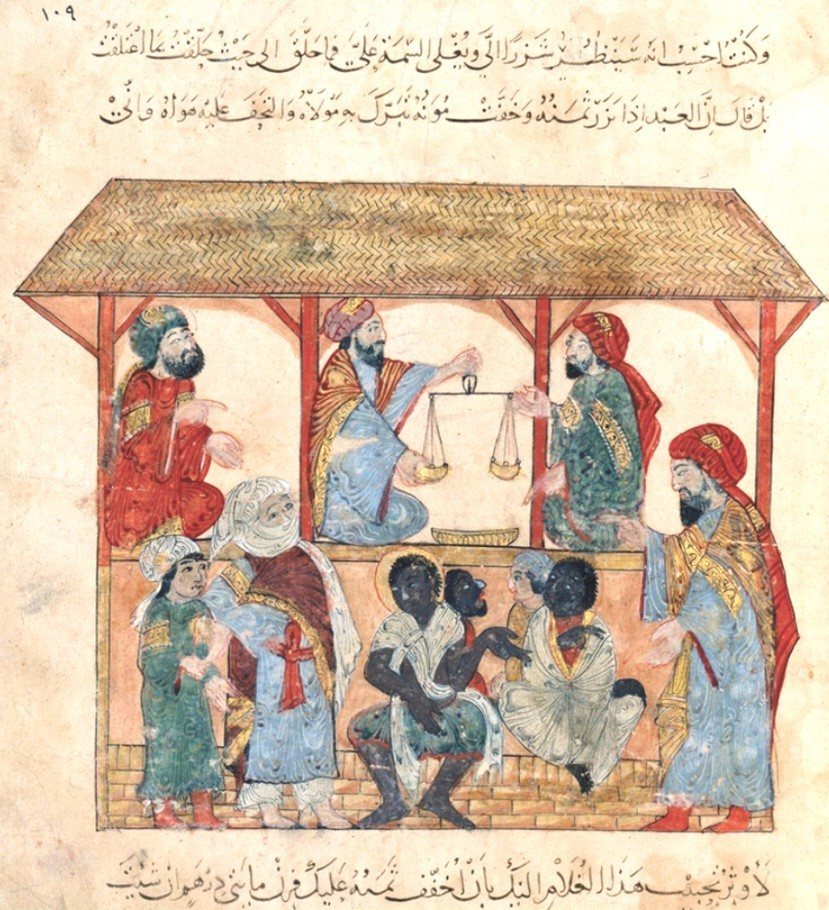
イエメンの13世紀の奴隷市場

東アフリカの奴隷労働力の一部は、東アフリカ沿岸に住む「ザンジュ」という人々から引き出されていた。

ザンジュは何世紀にも渡り、インド洋を越えてアラブ人商人によって奴隷として全ての国々に輸出された。ウマイヤ朝とアッバース朝の
カリフは、多くのザンジュの奴隷や兵士を採用し、696年には早くもイラクで奴隷主であるアラブ人にザンジュ奴隷の反乱が起こった。
（ザンジュの乱を見よ）古代中国の文書にもジャワが中国皇帝に2人の僧祇奴（ザンジュ奴隷）を貢物として朝貢したことが表れ、
ジャワ島のヒンドゥー王国のシュリーヴィジャヤから僧祇奴は来た。

### 物々交換
奴隷はよく様々な種類の品目と物々交換された。スーダンでは、布や装身具などと交換された。マグリブでは、馬と交換された。砂漠の都市では、布や陶器やヴェネツィアン・グラスやen:slave beadsや染料や宝石が支払いに使われた。黒人奴隷の貿易は、様々な商業ネットワークの一部であった。金貨のほかにも、インド洋や大西洋（カナリア諸島やルアンダ）のタカラガイも貨幣としてブラック・アフリカで使われた。

### 奴隷市場と定期市
奴隷にされたアフリカ人はイスラーム教徒世界の都市に売られた。1416年、al-Maqriziはen:Takrur(セネガル川近郊)から来る巡礼者たちがどのように1700人の奴隷を買い、メッカへと連れてきたかを告げている。北アフリカでは、主要な奴隷市場は、モロッコ、アルジェ、トリポリ、カイロに位置した。競売は公共の場所やスーク(市場)で行われた。潜在的な買い手は「商品」を注意深く調べた。奴隷はしばしば手首を縛られて裸で立ち、買い手は健康状態を調べた。カイロでは、去勢された男や妾を含む取引が個人宅で行われた。値段は奴隷の質により決定した。イギリスの調査船Ternateの指揮官Thomas Smeeは、1811年ザンジバルでこうした奴隷市場を訪れ、詳細な解説をしている。

### 奴隷貿易に関わる町と港
- 北アフリカ
  - タンジェ (モロッコ)
  - マラケシュ (モロッコ)
  - アルジェ (アルジェリア)
  - トリポリ (リビア)
  - カイロ (エジプト)
  - アスワン (エジプト)
- 西アフリカ
  - en:Salaga (ガーナ)
  - en:Aoudaghost (モーリタニア)
  - トンブクトゥ (マリ)
  - ガオ (マリ)
  - ビルマ (ニジェール)
  - カノ (ナイジェリア)

- 東アフリカ
  - バガモヨ (タンザニア)
  - ザンジバル (タンザニア)
  - キルワ・キヴィンジェ (タンザニア)
  - ソファラ (現在のベイラ (モザンビーク)付近)
- アフリカの角
  - アッサブ (エリトリア)
  - マッサワ (エリトリア)
  - ネジャファト (エリトリア)
  - ゼイラ (ソマリア)
  - モガディシュ (ソマリア)
  - ベルベラ  (ソマリア)
  - マルカ (ソマリア)
  - ホビョ  (ソマリア)
  - キスマヨ (ソマリア)
  - en:Gondershe (ソマリア)
  - タジュラ (ジブチ)

- アラビア半島
  - ザビード (イエメン)
  - マスカット (オマーン)
  - アデン (イエメン)
  - ソコトラ島 (インド洋)
- インド洋
  - デバルen:Debal (シンド)
  - Janjira (インド)
  - スーラト (インド)

## 関連書籍
- Edward A. Alpers, The East African Slave Trade (Berkeley 1967)
- 田村実造等訳、イブン・ハルドゥーン著『イブン・ハルドゥーンの「歴史序説」.上下巻』
　 アジア経済研究所「アジア経済調査研究双書：第107－08集」、1964－65年
- Murray Gordon, Slavery in the Arab World (New York 1989)
- バーナード・ルイス, Race and Slavery in the Middle East (OUP 1990)（邦訳なし）
- en:Patrick Manning, Slavery and African Life: Occidental, Oriental, and African Slave Trades (Cambridge 1990)
- Paul E. Lovejoy, Transformations in Slavery: A History of Slavery in Africa  (Cambridge 2000)
- Allan G. B. Fisher, Slavery and Muslim Society in Africa, ed. C. Hurst (London 1970, 2nd edition 2001)
- The African Diaspora in the Mediterranean Lands of Islam (Princeton Series on the Middle East) Eve Troutt Powell (Editor), John O. Hunwick (Editor) (Princeton 2001)
- Ronald Segal, Islam's Black Slaves (Atlantic Books, London 2002)
- Robert C. Davis, Christian Slaves, Muslim Masters: White Slavery in the Mediterranean, the Barbary Coast, and Italy, 1500-1800 (Palgrave Macmillan, London 2003) ISBN 978-1-4039-4551-8
- en:Owen 'Alik Shahadah, African Holocaust Audio Documentary